# Levá ruka boží

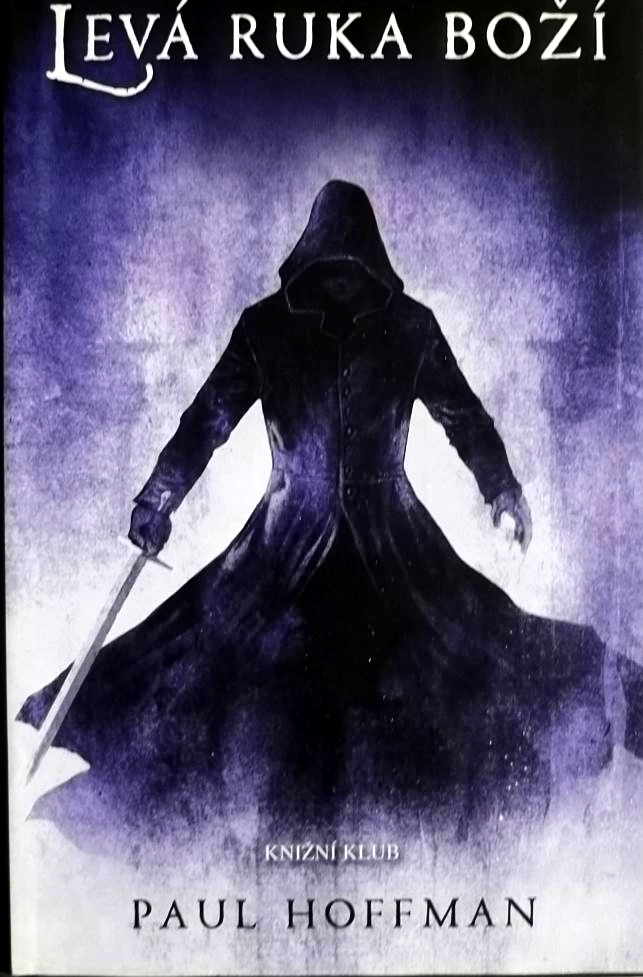
Levá Ruka Boží

Levá ruka boží (v anglickém originále The Left Hand of God) je kniha balancující mezi žánry science fiction a fantasy, jejímž autorem je britský spisovatel Paul Hoffman. Kniha byla poprvé vydána v roce 2010 a jedná se o první díl stejnojmenné trilogie. Druhý díl Čtyři poslední věci vyšel v srpnu 2011 a poslední díl bestsellerové trilogie vyšel na konci roku 2013, pod názvem Tlukot křídel smrti.

## Bibliografické údaje[2]
- Autor: Paul Hoffman
- První české vydání: 12. ledna 2010, Knižní Klub, Praha
- Překlad: Pavel Medek
- Počet stran: 416
- ISBN: 978-80-242-2600-2

## Pozadí knihy
Svět je v předindustriálním stádiu, nebo možná po nějaké rozsáhlé katastrofě. Nikde není ani stopa po pokročilých technologiích, běžně se používají luky, šípy, koně a podobně. Na planetě je roztroušeno mnoho národů a tři z nich vystupují jako nejvýznamnější:
- Materazziové - zpodobnění Římského impéria těsně před jeho úpadkem
- vykupitelé - náboženští fanatici
- antagonisté - odvěcí odpůrci vykupitelů, s nimiž vedou rozsáhlou válku

Vykupitelé neváhají pro svou válku zneužívat malé chlapce. Nakupují je od chudých rodin a nebo je zkrátka násilně odvedou. Posléze je přepraví do svého výcvikového centra nazývaného Svatyně, které slouží zároveň jako vězení a pomocí neskutečně brutálních metod připravují chlapce do války.

## Děj
Thomas Cale je 14letý mladík, který je stejně jako tisíce ostatních tyranizován vykupiteli a připravován pro konflikt s antagonisty. Spolu se svými dvěma "přáteli" (přátelství je zakázáno a i kdyby nebylo, tak si Cale nerad někoho pouští k tělu) Kleistem a Váhavým Henrim však Cale nalezne místnost plnou těch nejvybranějších lahůdek, jejíž obsah se velmi liší od normální stravy rekrutů; jako by toho nebylo dost, cestou zpátky chlapci spatří něco, o čem jim bylo řečeno, že je to smrtelný hřích a ďáblovo pokušení - dvě krásné dívky, které baví skupinu jejich žalářníků.
Cale vystaví sebe a své přátele smrtelnému nebezpečí, když zabije vrchního lorda dohlížitele Picarba jako odplatu za vraždu jedné z dívek. Druhou dívku jménem Riba se mu podaří zachránit a celá nesourodá skupinka ze Svatyně uprchne, byť je to obvykle pro rekruty něco zcela nemyslitelného (a velmi tvrdě trestáno).
Na jejich cestě do nejbližšího velkého města, Memphisu ovládaného rodem Materazziů, narazí poutníci na povražděnou skupinu vyslanců tohoto národa, ze které přežil jediný člověk: kancléř Vipond. Cale je s ostatními zajat hlídkou Materazziů a převezen do Memphisu, kde jim je nakonec váhavě přidělena omezená svoboda a dostanou za úkol být ku pomoci místní šlechtě.
Calovi se podaří celkem bez problémů porazit ve rvačce jedny z nejlepších mladých vojáků ve městě, v čele s jeho dočasným nadřízeným - Connem Materazzim, synem důležitého memphiského hodnostáře. To k němu přitáhne notnou dávku pozornosti a když se mu navíc podaří zachránit princeznu Arbell Labutí šíji po tom, co ji vykupitelé unesou, všichni tři bývalí vykupitelšstí odvedenci povýší na osobní stráž princezny. Ta je nesmírně přitahovaná Calem, ale zároveň se ho velmi bojí (zatímco Cale se do princezny zamiloval na první pohled).
Vykupitelé zdánlivě nesmyslně pokračují se svých provokativních pokusech o únos princezny a nakonec potichu Materazziům vyhlásí válku. Jejich akce nikdo nechápe, protože Materazziové mají větší armádu, jsou lépe trénování a převyšují vykupitele ve všech směrech.
Avšak Materazziové se porazí sami svojí vlastní dychtivostí. Vykupitelé zvítězí v rozhodující bitvě, uštědří svým soupeřům drtivou porážku, bez problémů vpochodují do hlavního města Memphisu a zaberou ho - nicméně jsou ochotni opět odejít a nechat Materazzie na pokoji. Výměnou za chlapce jménem Thomas Cale.
Vojenský lord vykupitel jménem Bosco, který také osobně trénoval Cala ve Svatyni, přiznává, že měl vizi. Cale v ní byl označen za Božího syna, který byl vykupitelům seslán, aby jim konečně pomohl splnit jejich svatou povinnost, očištění lidské rasy od všech, kteří nesdílejí jejich víru. Cale je zrazen Arbell (se kterou byli milenci) a vydán vykupitelům výměnou za jejich mírumilovný odchod.

## Reakce veřejnosti
V knize je několikrát vyzdvihnuta nějaká událost, o které však již ve zbytku děje není ani zmínka. Například když vrchní lord dohlížitel Picarbo na začátku knihy zabije jednu z dívek, vypreparuje ji ze žaludku jakýsi záhadný oblázek. Cale si ho vezme s sebou, ale ve zbytku knihy už o něm nepadne ani slovo. Je pravděpodobné, že se autor plánuje k těmto neuzavřeným dějovým liniím vrátit v dalších knihách, nicméně to byla jedna z příčin poněkud vlažného přijetí.
Kniha byla doprovázena rozsáhlou marketingovou kampaní, například video trailerem dostupným na oficiální stránce knihy. Z českých zdrojů je možno zahrnout pozitivní recenzi deníku Neviditelný pes a dvě méně pochvalné recenze ze zpravodajského portálu iDnes a webu Knižního klubu.
Reakce veřejnosti v anglicky mluvících zemích (lze se domnívat, že právě anglofonní země byly hlavní cílovou skupinou vzhledem k britské národnosti Paula Hoffmana) byly stejně rozporuplné jako u nás. Za zmínku stojí recenze takových známých deníku jako je The Daily Telegraph nebo The Guardian. Oba deníky odsoudily Levou ruku boží jako ne příliš povedený mix mnoha žánrů, navíc doplněný poněkud matoucím příběhem.

## Seznam hlavních postav
- Thomas Cale, záhadný mladík nadaný velmi efektivními vražednými schopnostmi, který je nicméně schopný i konání dobra. Je hlavní postavou knihy, na konci je také odhalený jako domnělý vyslanec Boží.
- Kleist, Calův společník ze Svatyně. Jeho hlavní schopnost je boj s lukem. Obvykle je nabručený a neustále by se hádal, ale plní svoje povinnosti tak, jak se od něj očekává.
- Váhavý Henri, pravděpodobně nejmírumilovnější z trojice bývalých vykupitelských odvedenců. Jeho specialitou je logistika, a snad i proto se snaží vždy nalézt co nejméně násilné východisko z každé situace.
- Bosco, vojenský lord dohlížitel vykupitelů. Dohlíží na Calův výcvik ve Svatyni a je také tím, kdo přijde s teorií o zvláštním mystickém spojení Cala s Bohem vykupitelů.
- Lord Vipond, kancléř Memphisu. Zdráhavě se ujme ochrany nad Calem a jeho společníky, zejména proto, že je raději jejich zaměstnavatelem než jejich nepřítelem.
- IdrisPukke, bratr lorda Viponda. Bývalý slavný generál a vyhlášený lovec žen, IdrisPukke je nyní pronásledovaný po celém světě a díky spolupráci s Calem (na kterého také částečně dohlíží) si vydobyje částečnou milost na materazziovském území.
- Arbell Labutí šíje, dcera memphiského maršála a materazziovská princezna. Arbell je pověstná svojí krásou a pro celý národ představuje vrchol dokonalosti, je téměř uctívána. S Calem se do sebe zamilují a stanou se milenci, ale princezna ho nakonec zradí výměnou za mírumilovný odchod vykupitelů.
- Riba, dívka, kterou Cale zachrání ze spárů vrchního lorda dohlížitele Picarba. Spolu s chlapci se ve zdraví dostane do Memphisu, kde se rychle uchytí jako šikovná služebná u šlechtičen.